# Roslagspartiet
Roslagspartiet (tidigare Bevara Österåker och Roslagspartiet Borgerligt Alternativ) är ett lokalt politiskt parti i Österåkers kommun i Roslagen. Partiet bildades 2002 och har haft mandat i kommunfullmäktige sedan dess.
Partinamnet förkortas Rosp. Tidigare hette partiet Bevara Österåker och hade då förkortningen B.ö. Björn Molin har varit partiledare, som 1998-2002 var kommunalråd och då var moderat. Tidigare partiledaren Kari Lindblom hörde också tidigare till Moderaterna i Österåker. Partiet kallade sig "Roslagspartiet Österåkers största, lokala parti" på valsedlarna 2014.  
Partiet är medlem i Lokala partiers nätverk.

## Historik

### Valet 2002
Roslagspartiet startades inför valet 2002. I valet fick partiet ett mandat i kommunfullmäktige.

### Valet 2006
Inför valet 2006 ökade antalet medlemmar. Roslagspartiets viktigaste fråga var omvandlingen av förnyelseområdena skedde med varsam hand. Initiativtagarna ansåg att övriga politiska partier inte lyssnade på de synpunkter som kommunens invånare förde fram i frågan. [källa behövs] Man ville förhindra att områden blev sovstäder och man ville bevara prägeln av skärgårdsbygd.
Efter kommunvalet, i vilket partiet fick 2 375 röster, har partiet haft fokus på skol- och näringslivsfrågor. 
Den borgerliga majoriteten föreslog i kommunfullmäktige en sänkning av kommunalskatten den 27 november 2006. Roslagspartiet röstade mot förslaget, med hänvisning till att pengarna borde satsas på förskolan istället.

### Valet 2010
I valet 2010 fick Roslagspartiet Borgerligt Alternativ 2 351 röster vilket motsvarade 9,57 %. Med fem mandat i kommunfullmäktige är partiet fullmäktiges fjärde största parti, efter Moderaterna, Socialdemokraterna och Folkpartiet.

### Valet 2014
Partiet kallade sig "Roslagspartiet Österåkers största, lokala parti" på valsedlarna 2014. Det fick partiet 10,40 procent av rösterna vilket motsvarade 2706 röster och erhöll därmed fem mandat i kommunfullmäktige.

## Valresultat
| År   | Röster | %     | Mandat  | Ref   |
| ---- | ------ | ----- | ------- | ----- |
| 2002 | 613    | 2,94  | 1 av 51 | [ 1 ] |
| 2006 | 2 389  | 10,52 | 5 av 51 | [ 4 ] |
| 2010 | 2 351  | 9,57  | 5 av 51 | [ 5 ] |
| 2014 | 2 706  | 10,40 | 5 av 51 | [ 6 ] |
| 2018 | 2 739  | 9,71  | 5 av 51 |       |
| 2022 | 1 975  | 6,54  | 3 av 51 | [ 7 ] |